# 仙桥街道
仙桥街道，是中华人民共和国广东省揭阳市榕城区下辖的一个乡镇级行政单位。

## 行政区划
仙桥街道下辖以下地区：
永安社区、淇美村、顶六村、美西村、美东村、下六村、槎桥村、篮兜村、高湖村、西岐村、禄宜村、湖南村、山前村、桂南村、屯埔村和永东村。

## 中国传统村落
2013年8月，西岐村被评为第二批中国传统村落。